# Анголагейт
«Анголагейт» (англ. Angolagate) — международный политический скандал, связанный с незаконной продажей оружия в Анголу в 1990-е годы. Скандал затронул, в основном, французских бизнесменов и чиновников.

## Основные фигуранты
- Пьер Фальконе — французский бизнесмен
- Аркадий Гайдамак — израильский бизнесмен
- Жан-Кристоф Миттеран — сын президента Франции Франсуа Миттерана; бывший советник президента
- Жак Аттали — бывший президент Европейского банка реконструкции и развития
- Шарль Паскуа — бывший министр внутренних дел Франции
- Жан-Шарль Маршиани — бывший заместитель министра внутренних дел Франции
- Поль-Лу Сулицер — французский писатель

## История
Следствие по делу, позже названному прессой «Анголагейт» (по аналогии с Уотергейтом), началось в 1997 году, аресты основных фигурантов произошли в декабре 2000 года.
Главными обвиняемыми стали француз Пьер Фальконе и Аркадий Гайдамак, выходец из СССР, имеющий израильское, французское, ангольское и канадское гражданство. По версии следствия, в 1993—1998 годах они через компанию Brenco International, принадлежавшую Фальконе, занимались поставками оружия (танков, самолётов, артиллерии российского производства) правительству Анголы, где с 1975 года шла гражданская война. Всего было поставлено оружия на 790 миллионов долларов США. Жан-Кристоф Миттеран, который являлся советником своего отца по африканским вопросам в 1986—1992 годах, был обвинён следствием в коррупции: в 1997 году он получил 1,8 миллионов долларов от Фальконе якобы за консультации. Те же услуги якобы оказывали бизнесмену Паскуа, Аттали и Сулицер. На деле, по версии следствия, они осуществляли политическое и медиаприкрытие незаконных сделок.
В декабре 2000 года во Франции были арестованы Миттеран, Фальконе и Сулицер и был выдан международный ордер на арест Гайдамака, который уехал из страны. Миттерана освободили под залог в январе 2001 года. Выйдя из тюрьмы, он обвинил судей в развязывании вендетты против него и его семьи: «Как вы можете не замечать: судья потеет от ненависти каждый раз, когда открывает рот; как вы можете не замечать того, что вас уже отправили в Бастилию». В том же январе журналисты газеты Le Monde по аналогии с Уотергейтом придумали слово «Анголагейт», которое было подхвачено мировыми СМИ. До этого французская пресса использовала описательные выражения: «дело Фальконе» (affaire Falcone), «продажа оружия в Анголу» (trafic d’armes avec l’Angola) и т. п. Тогда же предвыборный штаб Джорджа Буша-младшего вернул 100 тысяч долларов, пожертвованные женой Фальконе, сообщив, что отказывается принимать деньги от торговцев оружием. Фальконе вышел из тюрьмы в декабре 2001 года, заплатив залог в 4,3 миллионов долларов. В 2007 году Гайдамак в интервью говорил, что это дело — «политическая манипуляция, инициированная против меня Главным управлением внешней безопасности Франции» и отрицал сам факт знакомства с Фальконе и Миттераном.
6 октября 2008 года во Франции начался судебный процесс над обвиняемыми по делу. Сорок два человека, в том числе Миттеран, Фальконе, Сулицер и другие, были обвинены в различных преступлениях, как то: контрабанда оружия, незаконное получение средств, соучастие в уголовно наказуемом деянии. Фальконе и Гайдамаку (последнего судят заочно) грозят десять лет тюремного заключения. На следующий день после начала суда правительство Анголы обратилось к Франции с просьбой прекратить дело, так как оно может повредить национальной безопасности африканского государства. Между тем, следствие считает, что взятки получали и высшие чиновники Анголы, не исключая президента Жозе Эдуарду душ Сантуша. Приговор был объявлен 27 октября 2009 года.
Скандал не помешал стать Фальконе постоянным представителем Анголы при ЮНЕСКО, а Гайдамаку — баллотироваться на пост мэра Иерусалима.